# Cykl operacyjny przedsiębiorstwa
Cykl operacyjny przedsiębiorstwa – liczba dni, jakie upływają od momentu poniesienia wydatków na działalność operacyjną (np. zakup materiałów i surowców w przedsiębiorstwie produkcyjnym) do momentu uzyskania wpływów ze sprzedaży produktów lub usług. Jest to okres, w którym wprowadzona do procesów gospodarczych gotówka wraca do przedsiębiorstwa ponownie w formie gotówki. W celu zmniejszenia kosztu kapitału i przyspieszenia jego rotacji, należy w miarę możliwości dążyć do skracania cyklu operacyjnego.
Długość cyklu operacyjnego wyznacza suma cyklu zapasów i okresu spłaty należności:
{\displaystyle {\text{cykl operacyjny}}={\text{cykl zapasów}}+{\text{okres spłaty należności}}}
Cykl (rotację) zapasów oblicza się według wzoru:
{\displaystyle {\text{cykl zapasów}}={\frac {{\text{średni poziom zapasów ogółem}}*365}{\text{przychody netto ze sprzedaży}}}}
Cykl zapasów określa, co ile dni przedsiębiorstwo odnawia swoje zapasy lub na jak długo gotówka jest zamrażana w zapasach.
Okres spłaty należności (cykl należności) oblicza się według wzoru:
{\displaystyle {\text{okres spłaty należności}}={\frac {{\text{średni poziom należności ogółem}}*365}{\text{przychody netto ze sprzedaży}}}}
Okres spłaty należności informuje o liczbie dni od momentu sprzedaży (wystawienia faktury) do otrzymania zapłaty; pokazuje – w jakim stopniu przedsiębiorstwo kredytuje swoich odbiorców.
Część cyklu operacyjnego, która nie jest sfinansowana zobowiązaniami bieżącymi, wyznacza w przedsiębiorstwie cykl konwersji gotówkowej. Można go zapisać w postaci następującego równania:
{\displaystyle {\text{cykl konwersji gotówkowej}}={\text{cykl zapasów}}+{\text{cykl należności}}-{\text{cykl zobowiazań}}}
przy czym cykl zobowiązań oblicza się według wzoru:
{\displaystyle {\text{cykl zobowiazań}}={\frac {{\text{zobowiazania krótkoterminowe z tytułu dostaw i usług}}*365}{\text{przychody netto ze sprzedaży}}}}
Cykl konwersji gotówkowej powinien oscylować wokół zera.